# Tenebroides politus
Tenebroides politus is een keversoort uit de familie van de schorsknaagkevers (Trogossitidae). De wetenschappelijke naam van de soort werd in 1891 gepubliceerd door David Sharp.